# 張志聰
張志聰（1610年—1674年），字隱庵，浙江錢塘人，清代醫家。

## 生平
张志聪生於順治、康熙年間。少年喪父，遂棄儒學醫，曾師從傷寒大家張遂辰。其精研中醫理論，在杭州香山構侶山堂，集同學、門弟數十人講學，共同探討醫理。著成《黃帝內經素問集注》九卷、《黃帝內經靈樞集注》九卷、《傷寒論宗印》八卷、《金匱要略集注》四卷、《本草崇原》三卷、《侶山堂類辯》二卷、《醫學要訣》四卷《針灸秘傳》(已佚)。晚年又著《傷寒論綱目》九卷，復集《傷寒論》各家注而為《傷寒論集注》，書未成而卒，由門人續第六卷。諸書反應其學術思想，尤其是對經典研究有卓越的貢獻。

## 著作
- 《黃帝內經素問集注》、《黃帝內經靈樞集注》為闡發《內經》之理，集諸家一得之見。張志聰之注，開集體創作之先河，俾後人讀《素問》而知病之所由起，讀《靈樞》而識病之如何瘳。《傷寒論宗印》、《傷寒論集注》注解《傷寒論》，雖然維護傷寒舊論，但在理論研究上，能獨立思考，提出看法。

- 《金匱要略集注》重視以經解經，所引用的經書有《素問》、《靈樞》、《傷寒論》、《難經》等，其中以《內經》、《傷寒論》最多。《侶山堂類辯》是張氏集同學及弟子數十人，在侶山堂研討中醫學術、醫理之文集。本書論辨的中心思想在于研究中醫學術之同異，而辨其是非。其所論辨的內容，有屬于臟腑、經絡、氣血、病因等基礎理論的；有屬於四診、八綱等診斷學說的，有屬于辨病辨證施治的；有屬于醫籍評介的。下卷主要論述中藥。其卷首與卷末載方藥論十餘篇，卷中論述了四十多種藥物的命名、性味和功用主治等。

- 《本草崇原》是歷史上第一部注釋《神農本草經》的藥學專著。全書共分三卷，按三品分類法，運用五運六氣的理論，對三百多味中藥的藥性做了恰當的解釋。其注釋，基本上不離《本經》原文宗旨，其發揮之處，或為前人經驗的總結，或為張氏本人的心得體會，是一部可供中醫臨床、中藥研究參考的實用價值較高的本草學專著。

- 《醫學要訣》分脈訣、經訣、草訣和藥性備考。脈訣就其生理脈象、病證脈象作了較為貼切的注釋；經訣就十四經脈的循行及相關病證作了進一步的解釋；草訣注釋了陰陽氣味升降浮沉，五味所歸，五走、五欲、五禁五宜、五髒六腑用藥氣味補瀉，藥有須使畏惡等法象。其對藥物的注釋有三百種，分別闡述了各種藥的性味和功能主治；藥性備考分水部、土部、金石部、草部、菜部、谷部、味部、果部、木部、蟲部、魚部、禽部、獸部等，分別就其中性味、功能主治作說明。